# Герцог фон Урах
Герцоги фон Урах — одна из младших (морганатических) ветвей Вюртембергского дома. Титулярные монархи Литовского королевства.
Родоначальник — Вильгельм I, сын Вильгельма Фридриха Вюртембергского, состоявшего в морганатическом браке с  фрейлиной его матери — Вильгельминой фон Тундерфельд-Родис (1777—1822), 28 марта 1867 года получил титул герцога фон Урах от вюртембергского короля Карла I.

## Родословная
- Вильгельм I (1810—1869)
∞ (1) Теоделинда Лейхтенбергская (1814—1857)
∞ (2) Флорестина Гримальди (1833—1897)
  - Вильгельм фон Урах (1864—1928) — 2-й герцог фон Урах, король Литвы Миндовг II
∞ (1) Амалия Баварская 
∞ (2) Вильтруда Баварская
    - (1) Карл Геро, 3-й герцог Урах (1899—1981)
    -  (1) Эберхард фон Урах (1907—1969)
∞ Инига Турн-и-Таксис (1925—2008)
      - Карл Ансельм, 4-й герцог Урах (род. 1955), в 1991 г. вступил в морганатический брак и отказался от своего титула в пользу младшего брата
      - Вильгельм Альберт, 5-й герцог Урах (род. 1957)

## Общие и частные титулы
Глава герцогского дома имеет титул герцога фон Урах, его супруга — герцогини фон Урах, его сыновья — князя фон Урах, все члены семьи мужского пола — графа фон Вюртемберг, женского — княгини фон Урах и графини фон Вюрттемберг.
Все члены семьи имеют общий титул светлости. Титул герцогов Урахских был окончательно упразднён в Веймарской республике в 1919 году, и теперь существует только в качестве части фамилии.